# Jim Foster
James M. "Jim" Foster (19 de novembro de 1934 – 31 de outubro de 1990) foi um ativista dos direitos LGBT norte-americano, filiado ao Partido Democrata. Tornou-se ativista nos primórdios do movimento pelos direitos gays, quando mudou-se para San Francisco logo após ter sido dispensado contra a sua vontade do Exército dos Estados Unidos em 1959, devido ao fato de ser homossexual.
Foster foi co-fundador da  Society for Individual Rights (SIR), uma das primeiras organizações homófilas, em 1964.
Dianne Feinstein creditou à SIR e aos gays sua vitória para supervisora de San Francisco em 1969. Em 1971, Foster, juntamente com Del Martin and Phyllis Lyon, transformaram a SIR no Alice B. Toklas Memorial Democratic Club. O clube Toklas foi o primeiro clube democrático gay de San Francisco. Também em 1971, Foster foi decisivo para convencer Richard Hongisto a concorrer para xerife e em conseguir votos gays para sua campanha vitoriosa. Tornou-se um truísmo na política de San Francisco que, como o ativista de longa data José Sarria disse, "ninguém concorre para nada em San Francisco sem bater na porta da comunidade gay."